# Морле (кантон)
Морле (фр. Morlaix) — кантон во Франции, находится в регионе Бретань, департамент Финистер. Входит в состав округа Морле.

## История
До 2015 года в состав кантона входили коммуны Морле, Плурен-ле-Морле, Сен-Мартен-де-Шан и Сент-Сев.
В результате реформы 2015 года состав кантона был изменен — к трем оставшимся коммунам были добавлены отдельные коммуны упраздненных кантонов Сен-Тегоннек и Толе.
С 1 января 2016 года состав кантона изменился: коммуны Лок-Эгинер-Сен-Тегоннек и Сен-Тегоннек образовали новую коммуну Сен-Тегоннек-Лок-Эгинер.

## Состав кантона с 1 января 2016 года
В состав кантона входят коммуны (население по данным Национального института статистики за 2019 г.):
- Анвик (1 267 чел.)
- Карантек (3 189 чел.)
- Локеноле (795 чел.)
- Морле (14 845 чел.)
- Плебер-Крист (3 184 чел.)
- Плунеур-Менес (1 279 чел.)
- Сен-Мартен-де-Шан (4 621 чел.)
- Сен-Тегоннек-Лок-Эгинер (3 044 чел.)
- Сент-Сев (1 044 чел.)
- Толе (2 898 чел.)

## Политика
На президентских выборах 2022 г. жители кантона отдали в 1-м туре Эмманюэлю Макрону 32,4 % голосов против 24,8 % у Жана-Люка Меланшона и 15,7 % у Марин Ле Пен; во 2-м туре в кантоне победил Макрон, получивший 71,5 % голосов. (2017 год. 1 тур: Эмманюэль Макрон – 29,3 %, Жан-Люк Меланшон – 22,3 %, Франсуа Фийон – 18,5 %, Марин Ле Пен – 10,7 %; 2 тур: Макрон – 81,0 %. 2012 год. 1 тур: Франсуа Олланд — 39,3 %, Николя Саркози — 24,5 %, Жан-Люк Меланшон — 17,8 %; 2 тур: Олланд — 63,5 %).
С 2021 года кантон в Совете департамента Финистер представляют вице-мэр города Морле Исмаэль Дюпон (Ismaël Dupont) (Коммунистическая партия) и вице-мэр коммуны Сен-Тегоннек-Лок-Эгинер Гаэль Занги (Gaëlle Zaneguy) (Разные левые).
|                | Кандидаты                       | Партия                   | Первый тур | Первый тур     | Второй тур | Второй тур |
| Кол-во голосов | Кандидаты                       | Партия                   | % голосов  | Кол-во голосов | % голосов  |            |
| -------------- | ------------------------------- | ------------------------ | ---------- | -------------- | ---------- | ---------- |
|                | Исмаэль Дюпон Гаэль Занги       | Разные левые             | 3 209      | 35,61          | 5 043      | 54,83      |
|                | Од Гоарниссон Жан-Шарль Пуликен | Правоцентристский блок   | 2 901      | 32,19          | 4 155      | 45,17      |
|                | Жослин Буаро Шарлотта Лепитр    | Европа Экология Зелёные  | 1 783      | 19,78          |            |            |
|                | Эрван Абили Тифен Симон         | Национальное объединение | 1 119      | 12,42          |            |            |

|                | Кандидаты                        | Партия                  | Первый тур | Первый тур     | Второй тур | Второй тур |
| Кол-во голосов | Кандидаты                        | Партия                  | % голосов  | Кол-во голосов | % голосов  |            |
| -------------- | -------------------------------- | ----------------------- | ---------- | -------------- | ---------- | ---------- |
|                | Жан-Поль Вермо Соланж Кренью     | Социалистическая партия | 4 581      | 34,47          | 6 859      | 54,88      |
|                | Клотильда Бертеме Пьер Мадек     | Правый блок             | 4 196      | 31,57          | 5 639      | 45,12      |
|                | Франсуаза Дюбуа Мануэль Родригес | Национальный фронт      | 1 892      | 14,24          |            |            |
|                | Маривонн Бретон Мишель Ле Сен    | Европа Экология Зелёные | 1 345      | 10,12          |            |            |
|                | Мишель Абрамович Исмаэль Дюпон   | Левый фронт             | 1 276      | 9,60           |            |            |